# الکساندر همیلتون (فیلم)
الکساندر همیلتون (انگلیسی: Alexander Hamilton) فیلمی در ژانر زندگی‌نامه‌ای به کارگردانی جان جی. آدولفی است که در سال ۱۹۳۱ منتشر شد. از بازیگران آن می‌توان به جرج آرلیس، دوریس کنیون، جون کولیر و لایونل بلمور اشاره کرد.